# ویلهلم بیتریش
ویلهلم بیتریش (به آلمانی: Wilhelm Bittrich) (۲۶ فوریه ۱۸۹۴–۱۹ آوریل ۱۹۷۹) نظامی بلندپایه آلمانی در دوره رایش سوم بود که در جریان جنگ جهانی دوم یگان‌های مختلفی را در وافن اس‌اس فرماندهی کرد.

## زندگی
ویلهلم بیتریش روز ۲۶ فوریه سال ۱۸۹۴ در ورنیگه‌روده زاده شد. در جریان جنگ جهانی اول در نیروی هوایی امپراتوری آلمان خلبان جنگنده بود. بیتریش پس از جنگ در فرای‌کور خدمت کرد. سال ۱۹۳۲ به اس‌اس پیوست. با آغاز جنگ جهانی دوم، در کارزار ۱۹۳۹ لهستان، ۱۹۴۰ فرانسه و ۱۹۴۱ جبهه شرقی در یگان‌های وافن اس‌اس خدمت کرد. بیتریش سال ۱۹۴۴ لشکر نهم زرهی اس‌اس هوهنشتاوفن را در روسیه فرماندهی نمود. ماه ژوئیه همان سال به جبهه نرماندی در فرانسه منتقل شد و هدایت سپاه ۲ زرهی اس‌اس را بر عهده گرفت. ماه سپتامبر سپاه او نقش کلیدی در شکست عملیات بریتانیایی‌ها در ناحیه آرنم داشت. ماه دسامبر با این سپاه در تهاجم ناحیه آردن مشارکت کرد. این سپاه ماه ژانویه سال ۱۹۴۵ به جبهه شرقی منتقل شد اما رفته‌رفته عقب‌نشینی کرد و در نهایت تسلیم آمریکایی‌ها گردید. بیتریش به فرانسه تحویل داده شد. به اتهام جنایت جنگی محاکمه شد و تا سال ۱۹۵۴ در زندان بود. اوبرگروپن‌فورر ویلهلم بیتریش در نهایت ۱۹ آوریل ۱۹۷۹ در ولفراتزهاوزن در آلمان غربی درگذشت.